# Nils-Fredrik Leufstadius
Nils-Fredrik Leufstadius, född 18 oktober 1921 i Lysekils församling, Göteborgs och Bohus län, död 1 april 2012, var en svensk arkitekt. 
Leustadius, som var son till ingenjör Carl-Herman Leufstadius och Greta Sjöstam, avlade studentexamen i Uddevalla 1942 och utexaminerades från Kungliga Tekniska högskolan 1948. Han anställdes som arkitekt vid AB Vattenbyggnadsbyrån (VBB) i Sundsvall 1948 och var verksam vid AB Vattenbyggnadsbyrån i Göteborg från 1954. Han var medlem av Svenska konsulterande ingenjörers förening, Tekniska samfundet i Göteborg och Föreningen för samhällsplanering.